# Marlon Fossey
Marlon Joseph Fossey (ur. 9 września 1998 w Los Angeles) – amerykański piłkarz z obywatelstwem brytyjskim występujący na pozycji prawego obrońcy lub prawego pomocnika, reprezentant Stanów Zjednoczonych, od 2022 roku zawodnik belgijskiego Standardu Liège.
Jego matka pochodzi z Jersey. Urodził się w Stanach Zjednoczonych, skąd w wieku czterech lat przeniósł się na Jersey.